# 日本女性主義
日本的女性主義（Feminism in Japan）始於可追溯到古代的婦女權利運動。1868年明治維新期間西方思想傳入日本後，該運動開始獲得動力。日本女性主義與西方女性主義的不同之處在於不那麼強調個人自主權。
直到19世纪末，日本女性都普遍受到日本的传统父权制束缚，家庭中的年长男性总是在家中充当主人的地位。在明治维新后，日本社会中妇女的地位发生了很多变化，买卖妇女受到了限制，妇女有了离婚诉讼权，并让日本女孩接受和男孩一样的初等教育。随着日本资本主义的发展，日本也形成了经济独立的女性阶层。在第二次世界大战后，日本妇女的地位有了进一步的变化，妇女获得了投票权，在1946年起草的日本宪法中，有一节宪法专门用于保证两性平等。
1970年，日本出现了一个名为妇女自由的新妇女解放运动，该运动发展自1960年代后期的一些左翼运动和学生运动。这场运动与很多世界上的其他激进女权主义运动同步和互相联系，催化了女权主义运动在1970年代后的复兴。这场运动全面批评了现代日本被男性主导的本质，并主张从根本上改变日本社会的经济制度和文化。这场运动强调性的解放（性の解放）而不那么追求和强调与男性的平等，这场运动认为男性也应该从父权制和资本主义的压迫中解放出来。
1979年，联合国大会通过了《消除對婦女一切形式歧視公約》，日本政府于1985年批准了该公约。

## 政治
二戰以後，日本政府在美國等國占領下，給予婦女參政權和選舉權。但是這數十年間至今女性議員只有一成左右，2017年時眾議院465位議員中只有46位。

## 藝術
在動畫、漫畫領域都有女性主義的描述，魔法少女是其中之一。

## 另見
- 男女共同參與局